# أليكس سميث (كاتب سيناريو)
أليكس سميث (بالإنجليزية: Alex Smith) (و. 1872 – 1930 م) هو كاتب سيناريو، ولاعب غولف من المملكة المتحدة، والمملكة المتحدة لبريطانيا العظمى وأيرلندا، توفي في بالتيمور، عن عمر يناهز 58 عاماً.